# Улица Довженко (Москва)
Улица Довже́нко — улица в Западном административном округе города Москвы на территории района Раменки. Образована в 1974 году. Проходит равнобежно Мосфильмовской улице в 0,5 км от неё. Пересекает улицу Улофа Пальме. Улица Довженко является тупиковой с обоих концов. Имеются пешеходные проходы к Минской улице и ко 2-му Мосфильмовскому переулку. Вдоль дальней границы жилого квартала протекает река Сетунь. В 1987 году на улице Довженко было основано первое в России поле для гольфа. На улице Довженко расположен так называемый «круглый дом», одно из двух подобных зданий в Москве (второе — на Нежинской улице).

## Происхождение названия
Улица названа в честь советско-украинского кинорежиссёра и драматурга Александра Петровича Довженко. Выбор названия, так же как и рядом расположенных улиц (Пырьева, Пудовкина), связан с расположением поблизости киностудии «Мосфильм».

## Телефонные номера
Изначально жители улицы Довженко были подключены к трём АТС 139, 143, 147. В конце 80-х проходила замена номеров, начинающихся со 139, на 939. В первом квартале 2007 года номера 939 были частично заменены на 783 с новым кодом (499).

## Здания и сооружения
По нечётной стороне:
- № 1 — Московский городской гольф-клуб

По чётной стороне:
- № 4 строение 1 — Фармацевтическая компания «Эвалар», московское представительство
- № 6 — «круглый дом» (панельный, серии 1-515 9 м, 26-подъездный, 9-этажный) — отделение «Сбербанка» (закрыто в 2013 г.), почтовое отделение связи 119590 (закрыто в 2019 г.), библиотека № 34, совет ветеранов, Центр социального обслуживания «Мосфильмовский», аптека № 403 «Марина» (закрыта в 2015 г.), продуктовый магазин
- № 8 — детский сад № 333
- № 8, корп. 1, 2, 3 — жилые дома (панельные, одноподъездные, 16-этажные)
- № 10 — средняя общеобразовательная школа № 1118 (теперь Шуваловская школа № 1448)
- № 12 — офис компании ООО «ЭККО-РОС» (обувная промышленность), бывший детский сад
- № 12, корп. 1, 2, 3 — жилые дома (панельные, 3-подъездные, 12-этажные). В корпусе № 1 жили актёры Станислав Чекан[1], Анатолий Солоницын[2], режиссёр Владимир Мотыль и другие деятели кино.

## Транспорт
- Ближайшие станции метро — «Минская», «Ломоносовский проспект», «Парк Победы»
- На улице Довженко расположены 3 остановки общественного транспорта — «улица Довженко», «улица Довженко, 6» и «Гимназия» (бывшая «Школа № 1118»)
- По улице проходят маршруты автобусов 67 (улица Довженко — метро «Университет» — метро «Профсоюзная» — Большая Юшуньская улица) и 91к (улица Довженко — Киевский вокзал).

### История транспорта
До конца 1980-х действовал ещё один автобусный маршрут — 684, который ещё раньше именовался «67 красный» (ул. Довженко — Нагорный б-р — конечные остановки такие же, как и у 67-го в то время, но несколько иной путь следования: через территорию МГУ). Данный маршрут работал по будним дням до 20:00.
С 1976 года и до начала 1980-х существовало маршрутное такси Довженко, 6 — метро Киевская.
До 2003 конечная остановка автобусов и их разворот находились на площадке около Довженко, 4 (магазин). После 2003 схема движения автобусов была изменена с переносом автобусных остановок.
В апреле 2014 мэр Москвы провёл встречу с жителями города по личным вопросам. В одном из обращений содержалась просьба восстановить ранее отменённую остановку общественного транспорта «Улица Довженко» (возле магазина «Пятёрочка», ныне снесённого). 30 апреля 2014 остановка была возвращена и является конечной остановкой и разворотной площадкой для автобусов 67, 205, 205к.
Во 2-й половине 2010-х годов работал маршрут № 487 (ул. Довженко — м. Ломоносовский проспект — м. Университет — м. Профсоюзная — м. Нахимовский проспект — м. Каширская). Обслуживался малогабаритными автобусами. Упразднён.

## Фотографии
| - Типовые дома на улице Довженко - Типовые дома на улице Довженко - Школа №1118 - Строящееся административное здание — ныне достроено, здесь находится офис «Эвалар» - река Сетунь |

## Улица Довженко в литературе и искусстве
Дом № 6 (круглый) «участвовал» в киносъёмках практически с момента его постройки. Одна из первых съёмок — панорама вечерних освещённых окон в финальных титрах оскароносного фильма Владимира Меньшова «Москва слезам не верит» (время съёмки панорамы — осень 1978 г.).
«Трагедия в стиле рок» (1988), «Артистка из Грибова» (1988), «Выстрел в спину» (1980), «Курочка Ряба» (1994), несколько выпусков сатирического киножурнала «Фитиль» (конец 70-х — начало 80-х).
Съёмки ряда сцен известного кинофильма «Курьер» происходили на улице Довженко. Сняты они были на школьном стадионе (школа № 1118 к тому времени ещё не была построена, но стадион уже существовал) — это сцены с дворовым футболом, танцы брейкеров, встреча Ивана с демобилизовавшимся солдатом, предложение Базина прогуляться с девочками, дар пальто.
Киносъёмки проводятся на улице Довженко и по сей день. Не следует путать в фильмах дом на улице Довженко с похожим домом на Нежинской улице в московском районе Очаково-Матвеевское.